# 烹刑
烹刑，或稱烹殺，是一種酷刑。施刑者先將犯人的衣服脫光，並將犯人推入一個如成人般高的大鍋，盛有油或水，放在柴火上烹煮。犯人大多數都因灼傷死去，有些最终全身燒焦、或是伴隨食人行為。歷史上的著名受刑人有：齊哀公、郦食其、周苛、寒奡、明福王朱常洵、石川五右衛門等。

## 歷史
最早见于史料记载的受刑者是西周时期的齐哀公被纪侯进谗言而被周夷王“烹杀”，被《公羊传》视为著名的“九世之仇”。根據司馬遷《史記》記載，秦朝末年的項羽時常使用這樣的刑罰，他曾烹殺不肯屈服的漢將周苛；也曾威脅要把漢王劉邦的父親劉太公烹殺，不過劉邦表示並不在乎，最後項羽只好放棄這個想法。韩信进攻齐国导致了郦食其被齐王田广烹杀。

## 著名受刑人簡介

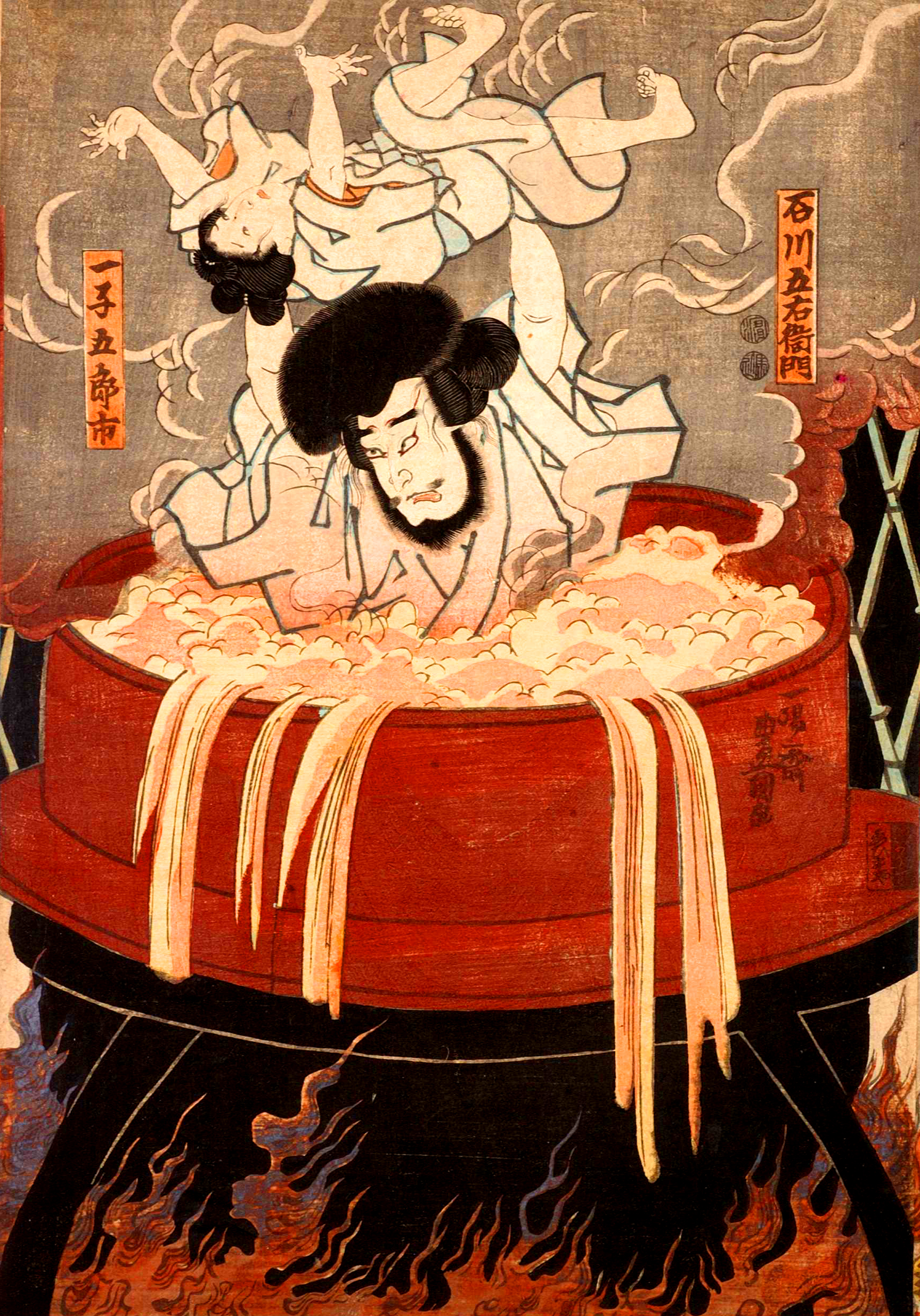
一幅日本绘画，描绘了石川五右衛門被处以烹刑的场景

- 蒙古部落首領扎木合在十三翼之战擊敗鐵木真後，用七十個大鍋烹煮戰俘。[5]元朝后期還曾用烹刑，有《李存赠胡巡检民》诗：“前岁醢光卿，今年烹志父”。
- 崇祯十四年（1641年）正月二十一日，李自成攻克洛阳，杀朱常洵及前南京兵部尚书吕维祺，宮眷內官百餘人自杀或被处死。李自成割朱常洵肉，和皇家園林裡的梅花鹿一同烹煮，分而食之，名曰“福禄宴”或者“福禄酒饭”[6][7][8][9][10][11][12][13][14][15]。朱常洵终年五十六歲。崇禎帝輟朝三日，予祭葬從優，一切喪禮较其他藩王倍厚，賜諡曰“忠”，崇禎十六年（1643年）正月初八日葬於邙山之原。[16]
- 1970年代乌干达的独裁領袖伊迪·阿敏·達達（Idi Amin Dada）曾被指控用烹刑惩罚他的敌人，據指出他残忍将自己的妻子杀害分尸，并且煮熟后吃掉。[17]